# 1,1'-联-2-萘酚
1,1'-联-2-萘酚（1,1'-Bi-2-naphthol，BINOL)，通常简称联萘酚，是一种不对称合成中十分重要的手性配体。联萘酚分子具有手性轴，有两个对映异构体，可通过拆分分离。(R)-(+)与(S)-(-)异构体的比旋光度分别为+/- 35.5°（c=1，溶剂THF）。

## 制备
联萘酚的制备相较拆分而言并不困难。外消旋的联萘酚可由氯化铜对2-萘酚的氧化偶联制备。不对称催化的例子如在S-(+)-苯丙胺存在下由氯化铜氧化2-萘酚，得S-联萘酚。

使用氯化铁做氧化剂也能得到同样的效果，反应可以水为体系进行，也可使用微波辐射固相合成的方法。反应机理为Fe(Ⅲ)离子将2-萘酚氧化成自由基，自身还原至亚铁离子，两个自由基二聚生成新的碳碳键，1,1'偶联产物是主要的。

## 拆分
光学活性的联萘酚则可从外消旋体拆分得到。常用N-苄基氯化辛可尼定做拆分试剂，与R型异构体形成不溶于有机溶剂的1：1配合物。使用乙酸乙酯将S型异构体萃取出来，沉淀用盐酸处理，再使用乙酸乙酯萃取得R型异构体纯品，而水相中的N-苄基氯化辛可尼定可回收重复使用。
另一种拆分方法是与酰氯反应，例如与戊酰氯反应得二戊酸联萘酚酯，再使用胆固醇酯酶水解，由于酶的立体选择性，只水解S型异构体的酯。而R型异构体需要加入甲醇钠才会水解。
还可使用手性选择剂键合的高效液相色谱拆分。

## 联萘酚衍生物
从联萘酚可制备许多有用的试剂，例如另一种手性配体联萘二苯膦。
有一种化合物“ALB”由联萘酚与氢化铝锂反应制备：
可作为不对称Michael加成催化剂。例如环己烯酮与丙二酸二甲酯在其催化下的反应：